# Chronologie des chemins de fer
Chronologie des chemins de fer (trains, métros, tramways).
2030 - 2020 - 2010 - 2000 - 1990 - 1980 - 1970 - 1960 - 1950 - 1940 - 1930 - 1920 - 1910 - 1900 - 1900 - 1890 - 1880 - 1870 - 1860 - 1850 - 1840 - 1830 - 1820 - 1810 - avant 1800 -

## Années 2030
- 2030 –

## Années 2020
- 2029 –
- 2028 –
- 2027 –
- 2026 –
- 2025 –
- 2024 –
- 2023 –
- 2022 –
- 2021 –
- 2020 –

## Années 2010
- 2019 –
- 2018 –
- 2017 –
- 2016 – 1er juin Suisse : inauguration du tunnel de base du Saint-Gothard long de 57,1 km, soit le plus long tunnel ferroviaire du monde. Mise en service le 11 décembre 2016 avec le nouvel horaire annuel des CFF.
- 2015 –
- 2014 –
- 2013 –
- 2012 –
- 2011 –
- 2010 –

## Années 2000
- 2009 –
- 2008 – 14 décembre Belgique : l'axe marchandise majeur entre Anvers et l'Allemagne est désormais entièrement sous tension, à la suite de l'électrification en 15 kV du tronçon restant de la ligne L24 entre Montzen et Achéen-West[Où ?] (Aachen West ?).
- 2007 – 9 décembre Suisse : mise en service du tunnel de base du Lötschberg long de 34,6 km
- 2007 – 3 avril record de vitesse sur rail battu par le TGV à 574,8 km/h sur la ligne LGV-Est
- 2006 –
- 2005 – 1er février Belgique : création d'Infrabel comme gestionnaire de réseau, de la SNCB comme transporteur et d'une holding coiffant ces deux entités, B-Holding.
- 2005 – 1er janvier Autriche : les ÖBB sont divisés en quatre sociétés distinctes.
- 2005 – France : circulation des premiers trains de marchandises privés pour le compte de la société Connex, nouveau concurrent de la SNCF
- 2004 – Union européenne : création de l'agence ferroviaire européenne dont le siège est fixé à Valenciennes.
- 2005 – avril Belgique : première circulation d'un train commercial privé, en l'occurrence un train de marchandise de la firme Dillen & Lejeune Cargo (DLC reprise par Crossrail en 2008).
- 2003 - Suisse : mise en service de la première partie du tunnel de base du Zimmerberg.
- 2003 - Russie : inauguration tunnel de Severomouïsk, le plus long tunnel de Russie (environ 15 km): le tunnel de Severomouïsk sur le BAM (Magistrale Baïkal-Amour).
- France : du 17 mai au 15 juin, exposition ferroviaire « Le Train Capitale » sur les Champs-Élysées à Paris.
- 2002 – 1er août. Allemagne : mise en service de la ligne à grande vitesse Cologne-Francfort par la Deutsche Bahn.
- 2001 – 7 juin. France : inauguration en gare d'Avignon de la nouvelle ligne du TGV Méditerranée.
- 2000 – 1er juin. Italie : le réseau ferroviaire italien est ouvert à la concurrence, les nouveaux exploitants devant obtenir une licence d'entreprise ferroviaire. Les chemins de fer de l'État, Ferrovie dello Stato filialisent leurs activités de transport en créant Trenitalia.

## Années 1990
- 1999 :
  - 19 novembre Suisse : mise en service du Tunnel de la Vereina long de 19,042 km aux Grisons.
  - 1er juillet : au Canada, la compagnie Canadien National acquiert la compagnie américaine Illinois Central Corporation.
  - 22 juin : Allemagne-Pays-Bas : accord pour la fusion de DB Cargo et NS Cargo, activités fret respectives de la Deutsche Bahn et des Nederlandse Spoorwegen, et la création en janvier 2000 de Rail Cargo Europe, renommé par la suite Railion.
- 1998 – 3 juin. Allemagne : l'ICE 884 Munich-Hambourg déraille et s'écrase contre la pile d'un pont faisant 101 morts. Ce terrible accident dû à la rupture du bandage d'une roue sera attribué à un défaut de conception et à l'insuffisance des contrôles.
- 1997 - 14 décembre. Belgique : Première liaison internationale intégralement TGV, tant en matériel qu'en infrastructure. La LGV Bruxelles (Lembeek)-frontière française (Esplechin) est intégralement ouverte à la circulation. Le temps de parcours entre les deux capitales tombe à 1h26.
- 1997 - 13 février. France : loi portant création de Réseau ferré de France (RFF), qui devient propriétaire et gestionnaire du réseau ferré français, et se voit transférer la dette relative au réseau.
- 1996 - 2 juin. Belgique/France : l'intégralité du service Bruxelles-Paris est effectué par TGV Thalys. Le trajet s'effectuera encore via Mons et le raccordement d'Antoing jusqu'en décembre 1997.
- 1996 - 24 février. Royaume-Uni : la compagnie américaine Wisconsin Central Transportation Corporation (WCTC) acquiert les compagnies de fret Transrail, Loadhaul et Mainline Freight, issues du démantèlement de British Rail. Elles seront regroupées avec Rail Express System rachetée précédemment, sous le nom d'EWS (English, Welsh and Scottish Railway).
- 1995 - 23 septembre. États-Unis : le Burlington Northern Railroad et le Santa Fe Railroad fusionnent pour former le Burlington Northern and Santa Fe Railway (BNSF), l'une des sept compagnie de classe 1 en Amérique du Nord.
- 1995 - 27 mai France/Belgique : le TEE 85 Ile-de-France arrive à 20h01 à Bruxelles-Midi. Créé en juin 1957, ce train met un point final à toute exploitation Trans-Europ-Express.
- 1995 - 23 janvier Belgique/France : premières liaisons TGV Bruxelles-Paris via Tournai et Lille à raison de 3 aller-retour effectués par rame Réseaux.
- 1994 – 22 décembre. Eurotunnel: ouverture commerciale du service de navettes autos et passagers.
- 1994 – 14 novembre. Belgique/France-Royaume-Uni : inauguration du service de trains TGV Eurostar avec pour destination la gare de Londres-Waterloo.
- 1994 – 25 juillet. Eurotunnel : ouverture commerciale du service de navettes poids-lourds.
- 1994 – 6 mai. France-Royaume-Uni : inauguration officielle par la reine d'Angleterre et François Mitterrand du tunnel sous la Manche, mais aucun service n'est encore ouvert.
- 1993 - 23 mai. France : mise en service de la LGV Nord-Europe entre Paris et Lille.
- 1992 – 28 septembre. Suisse : par référendum, les Suisses adoptent le projet de construction de Nouvelles lignes ferroviaires à travers les Alpes (NLFA).
- 1991 – 29 juillet. Union européenne : adoption par le Conseil européen de la directive 91/440/CEE, relative au développement des chemins de fer communautaires.
- 1990 - 18 mai. France : la rame SNCF no 325 du TGV Atlantique établit le record du monde de vitesse sur rail à 515,3 km/h sur la ligne à grande vitesse Paris-Tours près de Vendôme.

## Années 1980
- 1989 - x
- 1988 - 27 juin. France : catastrophe à la gare de banlieue souterraine de Paris-Lyon où un train sans freins percute un autre train à quai, faisant 56 morts et 56 blessés.
- 1987 - 30 mai. Europe : dernier jour de circulation des trains internationaux TEE (Trans-Europ-Express), à l'exception de quatre TEE français, le Jules Verne, le Gayant, le Faidherbe et le Kléber. À partir du service d'été 1987/88, commençant le lendemain 31 mai, ils sont remplacés pour la plupart par des trains EuroCity.
- 1987 - Suisse : début du projet Rail 2000
- 1986 - x
- 1985 - x
- 1984 - URSS fin officielle de la construction de la Magistrale Baïkal-Amour (BAM) cependant les travaux dans le tunnel de Severomouïsk ne s'achèveront qu'en 2003.
- 1983 - Inauguration du premier métro entièrement automatique à Lille, le VAL.
- 1982 - 12 décembre - Suisse: Le réseau ferroviaire suisse est soumis à l'horaire cadencé.
- 1982 – 15 juin Suisse : inauguration du tunnel de base de la Furka long de 15,35 km reliant les cantons du Valais et d'Uri
- 1981 - 27 septembre : en France, mise en service du TGV entre Paris et Lyon.
- 1980 - 14 octobre : aux États-Unis le Staggers Rail Act institue la dérégulation des chemins de fer.

## Années 1970
- 1979 - x
- 1978 - x
- 1977 - 4 janvier. Viêt Nam : arrivée à Hanoï, en provenance de Saïgon (Hô Chi Minh-Ville), du train inaugural de la ligne Nord-Sud (1 410 km) entièrement reconstruite.
- 1976 - 20 septembre. Belgique : inauguration de la première ligne du métro de Bruxelles par l'adaptation de six stations exploitées précédemment par des tramways et la mise en service de neuf nouvelles stations ; cette ligne comportant un tronc commun et deux embranchements est parcourue par des services 1A et 1B.
- 1975 - 24 septembre. France : fin absolue de la vapeur sur voie normale en France.
- 1974 - x
- 1973 – x
- 1972 - URSS ; lancement de la construction de la partie principale du BAM (Magistrale Baïkal-Amour) long de 4 234 kilomètres.
- 1971 - x
- 1970 - x

## Années 1960
- 1969 - x
- 1968 : 1er juillet, en France, dans le Rhône, le déraillement de l'express Paris - Marseille près de Lyon fait 7 morts et 76 blessés[1].
- 1967 - x
- 1966 x.
- 1965 : 1er juillet, en Chine, début des travaux de la première ligne du métro de Pékin.
- 1964 - 1er octobre. Japon : mise en service du premier tronçon du Shinkansen Tokaido, entre Tokyo et Osaka, à l'occasion des jeux olympiques de Tokyo
- 1963 - 28 octobre. États-Unis : démolition de la gare de Pennsylvania Station à New York. Cette gare monumentale de style néo-classique "Beaux Arts", construite en 1910, est remplacée par une station souterraine et laisse la place au Madison Square Garden ouvert en 1968.
- 1962 - x
- 1961 - x
- 1960 - x

## Années 1950
- 1959 - x
- 1958 - x
- 1957 - 4 juin. France : mise en service du premier train autos-couchettes entre Boulogne-sur-Mer et Lyon.
- 1957 - 2 juin. Europe : mise en service du réseau Trans-Europ-Express avec 13 liaisons internationales entre les Pays-Bas, la Belgique, l'Allemagne, la France, la Suisse et l'Italie.
- 1956 - x
- 1955 - 28 mars. France : les locomotives électriques BB 9004 et CC 7107 (Alsthom) de la SNCF atteignent 331 km/h, record du monde, sur la ligne des Landes entre Facture et Morcenx (1,5 kV, courant continu).
- 1954 - x
- 1953 - x
- 1952 - x
- 1951 - x
- 1950 - 1er juillet. France : premiers essais de traction électrique à l'aide du courant monophasé industriel 20 kV - 50 Hz entre Aix-les-Bains et La Roche-sur-Foron.

## Années 1940
- 1949 - République démocratique allemande : création d'une nouvelle société ferroviaire d'État qui reprit sur son territoire l'ancienne DRG du Reich, tout en conservant le nom de Deutsche Reichsbahn. Le sigle est désormais DR.
- 1949 - Allemagne : création de la Deutsche Bundesbahn à la suite du partage de l'Allemagne en deux zones politiques.
- 1948 x
- 1947 - 5 août Autriche : les chemins de fer sont définitivement rebaptisés Österreichische Bundesbahnen, en prenant le sigle ÖBB car la société suisse détentrice de ces initiales a désormais pris un autre nom.
- 1946 x
- 1945 - 27 avril Autriche : les chemins de fer retrouvent leur indépendance perdue à la suite de l'Anschluss de mars 1938, et ce en tant que Österreichische Staatseisenbahn, en abrégé ÖStB. Ce n'est qu'en 1947 qu'apparait le sigle ÖBB.
- 1944 - x
- 1943 - x
- 1942 - 27 mars. France-Allemagne : le premier train de déportés juifs quitte la gare du Bourget pour Auschwitz. De mars à novembre, 43 trains emportèrent environ 43 000 Juifs vers Auschwitz.
- 1941 - x
- 1940 - 21 juin. France : installation à Paris de la Wehrmachtverkehrsdirektion (WVD, direction des transports de l'armée allemande, la Wehrmacht), chargée de contrôler l'exploitation des chemins de fer.

## Années 1930
- 1939 - x
- 1938 - 3 juillet. Grande-Bretagne : la locomotive à vapeur Pacific 4468 Mallard établit le record du monde de vitesse ferroviaire en traction vapeur à 202,7 km/h.
- 1938 - 18 mars. Autriche : à la suite de l'Anschluss du pays par Hitler, les BBÖ sont intégrés dans la DRG allemande et forment un tout.
- 1937 - 31 août : signature de la convention entre l'État et les grandes compagnies qui crée la Société nationale des chemins de fer français à partir du 1er janvier 1938.
- 1936 - x.
- 1935 - Record mondial de vitesse en autorail : moyenne commerciale de 130 km/h entre Strasbourg et Paris.
- 1935 - Belgique : inauguration de la traction électrique entre Anvers et Bruxelles à l'aide d'automotrices quadruples.
- 1934 - x
- 1933 - x
- 1932 - 21 mars. France : la compagnie de l'Est met les premières michelines en service régulier sur la ligne Charleville-Givet.
- 1932 - Belgique : première ligne électrifiée du pays. Il s'agit de la petite ligne reliant Bruxelles Quartie-Léopold à Tervueren, à voie normale et dont le matériel fut acquis d'occasion au métro de Paris. Cette ligne a été démantelée au début 1959 et une partie transformée en exploitation par tram.
- 1931 - 10 septembre. France : un prototype de micheline à trois essieux assure la liaison Paris-Saint-Lazare - Trouville - Deauville en 2 h 3 min, soit 107 km/h de moyenne.
- 1930 - x

## Années 1920
- 1929 - x
- 1928 - x
- 1927 - x
- 1926 - (24 juillet) Belgique : création officielle, parue au Moniteur belge, de la SNCFB, Société Nationale des Chemins de Fer Belges. Le « F » disparaîtra plus tard pour éviter toute confusion avec sa cousine française, la SNCF créée en 1938.
- 1925 - x
- 1924 - 27 avril. France : électrification en courant continu 750 V (troisième rail de la section de ligne Saint-Lazare – Bois-Colombes.
- 1923 - France/Belgique : inauguration du premier train européen sans arrêt entre deux capitales : Paris – Bruxelles en 3 h 45, soit une moyenne de 82,7 km/h.
- 1923 - Autriche : à la suite du démantèlement de l'Autriche-Hongrie, les différents chemins de fer du territoire autrichien sont regroupés au sein d'une société d'État, les Österreichische Bundesbahnen, en abrégé BBÖ car une compagnie ÖBB existait alors en Suisse.
- 1922 :
  - 1er décembre : création de l'Union internationale des chemins de fer
  - 1er juillet : aux États-Unis, une grève générale des cheminots, due à l'annonce d'une baisse de leurs salaires, débute et dure tout l'été, paralysant les trois quarts du transport ferroviaire du pays.
- 1921 - 19 août. Royaume-Uni : publication de la loi sur les chemins de fer de 1921.
- 1920 - 29 août. France : adoption du courant continu 1500 V pour la traction électrique.
- 1920 - 1er avril Allemagne : création de la Deutsche Reichseisenbahnen (littéralement Chemins de fer impériaux allemands) regroupant les sociétés antérieurement gérées par les länder. Ce n'est qu'en 1924 que cette société prend le nom officiel de Deutsche Reichsbahn-Gesellschaft (« DRG ») qui fut par la suite simplifié dans le langage courant en Deutsche Reichsbahn.

## Années 1910
- 1919 - x
- 1918 - x
- 1917 - 12 décembre : accident de Saint-Michel-de-Maurienne.
- 1915 - x
- 1914 - x
- 1913 - Suisse : mise en service du tunnel du Lötschberg
- 1912 - x
- 1911 - x.
- 1910 - 22 janvier. France : à Paris, la crue historique de la Seine atteint le métro et provoque la fermeture de 25 km de lignes. L'exploitation ne reprendra totalement que le 17 avril.

## Années 1900
- 1909 - x
- 1908 - 19 juillet. France : L'Administration des chemins de fer de l'État rachète la Compagnie des chemins de fer de l'Ouest.
- 1907 : 13 juillet, en France, ouverture du tronçon Charleval - Vascœuil sur la ligne Charleval - Serqueux de la Compagnie des chemins de fer de l'Ouest.
- 1906 :
  - Italie - Suisse : Inauguration du tunnel du Simplon qui avec ses 19,823 km fut longtemps considéré comme le plus long tunnel du monde.
  - 13 juillet : en France, Suisse, Italie, la Compagnie de l'Est met en circulation entre Paris et Bâle (Suisse) un nouveau train dans chaque sens. La durée totale du voyage entre Paris et Milan réduite à 17 heures.
- 1905 - 22 avril. Italie : création des Ferrovie dello Stato par la nationalisation de trois réseaux privés : Rete Adriatica, Rete Mediterranea et Rete Sicula.
- 1904 - Afrique : inauguration du chemin de fer Dakar-Niger au Soudan français (actuel Mali)
- 1903 - 10 août. France : catastrophe de la station Couronnes dans le métro de Paris : l'incendie d'une rame de métro fait 84 morts.
- 1903 - 21 juin. Autriche-Hongrie puis République tchèque : inauguration officielle de la ligne de chemin de fer Tábor–Bechyně. Première ligne d'Europe centrale avec locomotive électrique.
- 1902 - 1er janvier. Suisse : naissance effective des CFF.
- 1901 - 7 avril : inauguration du buffet de la gare de Lyon, Le Train bleu.
- 1900 :
  - 19 juillet : en France, mise en service de la première ligne du métro de Paris entre la porte de Vincennes et la porte Maillot.
  - 13 juillet : en France, à Paris, ouverture du funiculaire de Montmartre.

## Années 1890
- 1899 – Suisse : Premières locomotives électriques à voie normale au Chemin de fer Berthoud-Thoune (tension 750 V triphasé 40 périodes)
- 1898 – 20 février. Suisse : création des chemins de fer fédéraux (CFF). Ils furent institués par une loi, approuvée par une votation populaire, qui étatisait les cinq grandes compagnies privées : chemin de fer du Nord-Est (NOB), compagnie du Central Suisse (SCB), chemin de fer de l'Union suisse (VSB), Jura-Simplon (JS) et compagnie du Saint-Gothard.
- 1898 16 mars– République démocratique du Congo : inauguration du chemin de fer Matadi-Léopoldville.
- 1897 - x
- 1896 - x
- 1895 - x
- 1894 – Suisse : Premier chemin de fer électrique à voie normale, la ligne Orbe – Chavornay, en courant continu 600 V.
- 1893 -
- 1892 –
- 1891 –
- 1890 - x

## Années 1880
- 1889 - x
- 1888 - x
- 1887 - x
- 1886 - x
- 1885 - x
- 1884 - 28 mai. Belgique : constitution par les pouvoirs publics de la Société nationale des chemins de fer vicinaux pour promouvoir la construction de chemins de fer d'intérêt local.
- 1883 - 4 octobre. France-Turquie : premier départ de l'Orient-Express de Paris-Est à destination de Constantinople via Munich, Vienne, Budapest, Bucarest, Varna.
- 1882 - 1er juin. Suisse : mise en service du tunnel du Saint-Gothard (16,3 km).
- 1881 - x
- 1880 - x

## Années 1870
- 1879 :

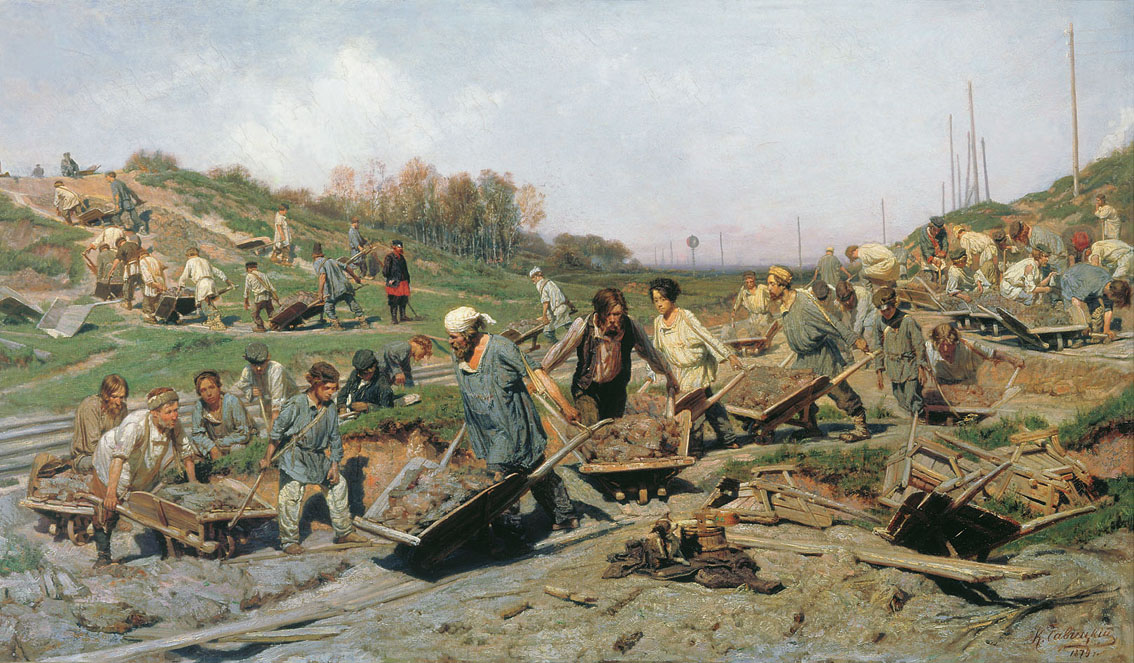
Travaux de réparation sur une ligne de chemin de fer, peinture de Constantin Savitski exécutée en 1874.

  - 17 juillet : en France, Plan Freycinet pour la construction (encadrée par l'État) de 17 000 km de lignes, dites d'intérêt général, qui seront mises en chantier jusqu'en 1914.
  - 1er juillet : en Italie, ouverture de la ligne Rome-Pescara passant par Tivoli.
- 1878 - 18 mai. France : adoption de la loi créant l'Administration des chemins de fer de l'État.
- 1877 - x
- 1876 - Accord officiel entre la France et l'Angleterre pour le tunnel sous la Manche.
- 1875 - 13 juillet au Brésil, ouverture de la ligne Campos-Imbetiba (E.F. Imbetiba-Campos).
- 1874 - x
- 1873 - x
- 1872 - 12 septembre. Belgique : constitution à Liège de la Compagnie internationale des wagons-lits.
- 1872- 11 août. Brésil: inauguration du premier tronçon de la Compagnie pauliste de chemin de fer entre Jundiai et Campinas. Écartement des voies : 1,60 m
- 1871 - 9 septembre. Royaume de Piémont-Sardaigne : Inauguration du tunnel du Mont-Cenis (12 849 m de long).
- 1871 - 21 mai. Suisse : inauguration de la première ligne de montagne et à crémaillère d'Europe par le Vitznau–Rigi Bahn.
- 1870 - x

## Années 1860
- 1869 - (31 octobre) Roumanie : ligne de chemin de fer Bucarest–Giurgiu Nord–Giurgiu.
- 1869 - (10 mai) États-Unis : jonction à Promontory Point (Utah) du premier chemin de fer transcontinental entre les compagnies Central Pacific, partie de Sacramento (Californie) et Union Pacific venant d'Omaha (Iowa).
- 1869 - (13 avril) États-Unis : John Westinghouse prend son premier brevet pour le frein à air qu'il vient d'inventer. Une locomotive du Pennsylvannia Railroad sera la première à en être équipée.
- 1868 - x
- 1867 - (27 septembre) France : est promulguée la loi no 1530 qui reprend les divers accords et conventions pris. La compagnie du chemin de fer Victor-Emmanuel cède à l'État français, les sections construites ou à construire qui sont sur le territoire français, l'État les rétrocédant à la Compagnie des chemins de fer de Paris à Lyon et à la Méditerranée (PLM)[2].
- 1866 x.
- 1865 - France : loi sur les chemins de fer d'intérêt local.
- 1864 - x.
- 1863 - 25 août. France : ouverture de la ligne Thann - Wesserling (Alsace, Haut-Rhin), deuxième tronçon (12 km) de la ligne Mulhouse - Lutterbach - Cernay - Thann - Kruth totalisant 38 km.
- 1863 - États-Unis : entre Philadelphie et Baltimore, apparition des premières voitures-restaurants.
- 1862 - x
- 1861 - x
- 1860 - x

## Années 1850
- 1859 - (1er février) France : ouverture de la section Argentan à Mézidon de la ligne de Le Mans à Mézidon[3].
- (3 mai) France : ouverture à l'exploitation commerciale de la section Aubagne - Toulon de la ligne de Marseille à Toulon.
- 1858 - (7 septembre) Belgique : premier parcours d'une locomotive entre Bruxelles et Arlon; inauguration en grande pompe par Léopold 1er le 27 octobre.
- 1858 - (1er juillet) France/Belgique : ouverture de la ligne Hautmont-Feignies-Quévy, rejoignant une nouvelle liaison belge Quévy-Mons. Le trajet Paris-Bruxelles passe de 370 à 326 km, mais n'est pas encore commercialement exploité en international (le trafic transite via Valenciennes).
- 1857 - France. Création de la compagnie des chemins de fer de Paris à Lyon et à la Méditerranée (PLM). Inauguration de la voie Laval-Rennes.
- 1856 - x
- 1855 - (21 octobre) France/Belgique : premier train Paris-Liège via Jeumont et Charleroi.
- 1854 - Belgique : création du Nord-Belge en continuité du réseau de la Compagnie du Nord français. Le 21 octobre, le rail est inauguré de St Quentin à Erquelinnes via Hautmont, rejoignant la ligne de Charleroi en service depuis novembre 1852.
- 1854 - Autriche. Inauguration de la Ligne de chemin de fer de Semmering, première ligne de montagne du monde à voie normale.
- 1853 - France. Création des Compagnies de l'Est et de l'Ouest.
- 1852 - France. Création des Compagnies : Paris-Orléans (P.O.) et Midi. Inauguration de la ligne Paris-Strasbourg
- 1851 - x
- 1850 - x

## Années 1840
- 1849 - Inauguration de la première gare maritime en France: gare de Calais-Maritime.
- 1848 - Mise en service de la première ligne de chemin de fer de l'Espagne. Barcelonne-Mataró
- 1847 - (7 août) : inauguration de la première ligne voyageurs suisse entre Zurich et Baden
- 1847 - Grande-Bretagne : mise en service des célèbres locomotives Crampton, qui se distinguent notamment par leur essieu moteur de grand diamètre situé à l'arrière du foyer.
- 1847 - faillite de la Compagnie du chemin de fer de Paris à Lyon
- 1847 - Krach de 1847 qui touche dès janvier à Paris les actions des chemins de fer.
- 1846 - Parution du livret Chaix, premier indicateur horaire des chemins de fer. - 8 juillet 1846 Catastrophe de Fampoux sur la ligne Paris-Lille faisant 14 morts.
- 1846 - (14 juin) France/Belgique : inauguration de la première liaison entre Paris et Bruxelles via Valenciennes et Mons. Deux trains par jour : celui du matin effectue le trajet en 12h30, celui de nuit en 14h00.
- 1845 - Création de la Compagnie du Nord et de Paris à Strasbourg. Janvier: inauguration de la ligne Montpellier-Nîmes.
- 1844 - 20 octobre. France : Concession de la ligne de chemin de fer Amiens-Boulogne est adjugée à MM. Charles Laffitte, Blount & Cie, pour 98 ans et 11 mois, au nom de la Compagnie de Chemin de Fer d’Amiens-Boulogne.
- 1844 - 15 juin. France/Suisse : Prolongement de Saint-Louis à Bâle du chemin de fer de Strasbourg à Bâle et première circulation d'un train en Suisse.
- 1843 - Belgique/Allemagne : Première liaison ferroviaire internationale Liège - Aix-la-Chapelle. Le trajet Paris-Bruxelles-Mechelen-Liège-Cologne est désormais possible.
- 1842 - 11 avril. France : adoption de la « Loi relative à l'établissement des grandes lignes de chemins de fer » qui adopte l'organisation des chemins de fer en étoile rayonnant autour de Paris, connue sous le nom d'« étoile de Legrand ». - 4 mai 1842 Catastrophe ferroviaire de Meudon, déraillement d'un train sur la ligne de Versailles faisant 55 morts dont l'amiral Dumont d'Urville.
- 1842 - Belgique/France : Premières liaisons ferroviaires transfrontalières au monde à la frontière franco-belge entre Mons et Quiévrain le 7 août (liaison vers Valenciennes), ainsi qu'entre Mouscron et Tourcoing le 24 octobre.
- 1841 - France : ouverture à l'exploitation de la ligne Strasbourg-Bâle dont le terminus est alors la gare de Saint-Louis.
- 1841 19 décembre - Belgique : Inauguration de la ligne Bruxelles-Mons, première étape vers la liaison Belgique/France qui sera réalisée en 1842.
- 1841: prolongation de la ligne Nîmes-Alès jusqu'à La Grand'Combe.
- 1840 France : inauguration de la ligne Nîmes-Alès.

## Années 1830

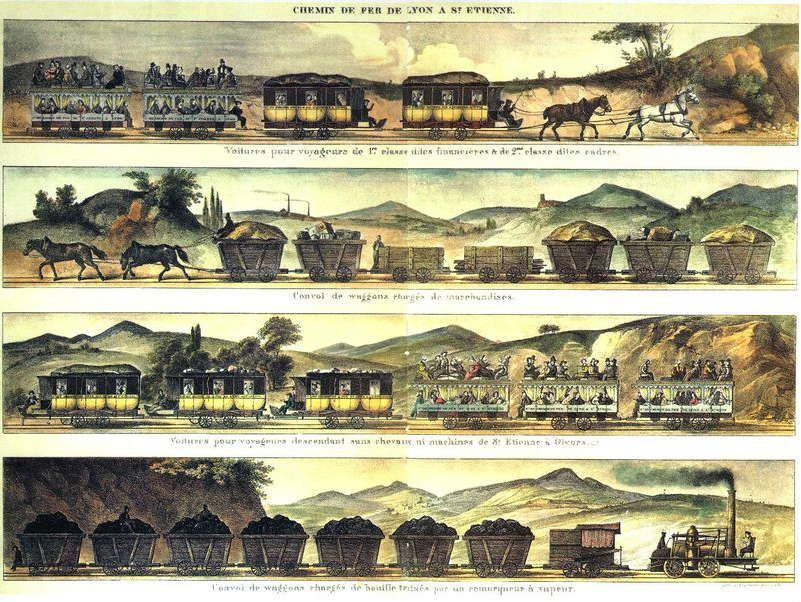
Quatre trains de la ligne Saint-Étienne - Lyon:
Train de voyageurs en traction équestre,
train de marchandises en traction équestre,
train de voyageurs en descente sans traction,
train de houille, tiré par une locomotive d'avant 1840.

- 1839 - 3 octobre Italie : inauguration de la ligne Naples-Portici, 7 km.
- 1839 - 20 septembre Pays-Bas : inauguration de la première ligne de chemin de fer néerlandaise entre Amsterdam et Haarlem.
- 1839 - 2 août : inauguration de la ligne de Paris-Saint-Lazare à Versailles-Rive-Droite.
- 1839 - France : inauguration de la ligne Montpellier-Sète, 25 km (avril) et de la ligne Nîmes-Beaucaire le 15 juillet ; Mulhouse-Thann (Alsace), 21 km, le 1er septembre.
- 1838 - Création de la Compagnie d'Orléans.
- 1837 - 30 octobre : en Russie, inauguration de la ligne de Saint-Pétersbourg à Pouchkine, première ligne de chemin de fer de la Russie impériale.
- 1837 - 24 août : en France, inauguration de la ligne de Paris-Saint-Lazare à Saint-Germain-en-Laye.
- 1836 x.
- 1835 - (7 décembre) Allemagne : inauguration de la ligne Nürnberg-Fürth, premier chemin de fer à vapeur d'Allemagne.
- 1835 - Grande-Bretagne : sur la ligne Liverpool-Manchester, les 100 km/h sont atteints par une locomotive Sharp & Roberts de type 111.
- 1835 - 5 mai Belgique : inauguration de la ligne Bruxelles-Malines, train à vapeur pour voyageurs ; ligne de l'État, la première en Belgique et en Europe continentale, avec trois classes tarifaires.
- 1834 - x
- 1833 :
  - 15 mars, France : mise en service de Balbigny - Le Coteau deuxième section de la ligne Andrézieux - Le Coteau.
  - 15 novembre, France : mise en service de Saint-Bonnet-les-Oules - Andrézieux troisième section de la ligne Andrézieux - Le Coteau
- 1832 :
  - 1er mars, France : premiers transports de voyageurs à traction animale sur la 1re ligne Saint-Étienne - Andrézieux.
  - 3 avril, France : mise en service de Lyon - Givors, deuxième section de la Ligne de Saint-Étienne à Lyon.
  - 1er août, France : mise en service de Balbigny - Saint-Bonnet-les-Oules, première section de la ligne Andrézieux - Le Coteau avec deux locomotives anglaises.
  - 1er octobre, France : mise en service de La Grand-Croix - Saint-Étienne troisième section de la Ligne de Saint-Étienne à Lyon.
- 1831 - 1er avril en France : premiers transports de voyageurs en France sur la 2e ligne La Grand-Croix - Givors, premiers trains à traction animale sur la même ligne.
- 1830 - 28 juin en France, mise en service de La Grand-Croix - Givors première section de la ligne de Saint-Étienne à Lyon.

## Années 1820
- 1829 -
- D’une longueur de 1 mille prussien, la première ligne de chemin de fer de Prusse, la Silscheder Kohlenbahn entre Gevelsberg et Hagen-Haspe voit le jour.
- 5 octobre : en vue de la mise en service prochaine de la ligne de chemin de fer Manchester-Liverpool, les futurs exploitants organisent le Concours de Rainhill. George Stephenson remporte l'épreuve devant quatre compétiteurs avec son prototype, la Fusée.
- 1er octobre : premier essai de la locomotive de Marc Seguin avec sa chaudière tubulaire.
- 1828
- Statistiques France continentale : 23 km de voies ferrées, chemins de fer d'intérêt général et local, chemins de fer industriels et tramways, sont en exploitation[4].
  - 27 août : France : ordonnance autorisant la concession de la ligne de chemin de fer Andrézieux-Roanne (67 km).
  - 22 août, après avoir séjourné à Saint-Étienne, la comtesse Bertrand (épouse d’Henri-Gatien Bertrand, général du Premier Empire) emprunte la ligne de Saint-Étienne à Andrézieux afin de se rendre à Montbrison, devenant ainsi la première personnalité à effectuer un voyage ferroviaire en Europe continentale[5].
  - 13 février : charte votée par la Maryland General Assembly approuvant la création de la Baltimore & Susquehanna Railroad, B&S, entre Baltimore et le fleuve Susquehanna.
- 1827 :
  - 19 décembre : charte votée par la South Carolina General Assembly autorisant la South Carolina Canal and Railroad Company (en) (SCC&RR), entre Charleston et la ville disparue d'Hamburg, (Caroline du Sud), en face d'Augusta (Géorgie), sur la rivière Savannah (amendée le 30 janvier)[6],[7].
  - 7 septembre : Budweis-Linz-Gmunden, mise en service de la première ligne de chemin de fer d’Autriche, hippomobile, et la deuxième d'Europe continentale ;
  - 30 juin : Saint-Étienne Andrézieux, mise en service de la première ligne de chemin de fer de France et d'Europe continentale ; cette ligne est dans un premier temps à traction hippomobile, tout comme la première ligne autrichienne, seconde d'Europe continentale. Destinée au transport de minerai, elle transporte exceptionnellement des passagers, dans un premier temps.
  - 5 mai : première circulation de wagons de charbon sur la voie industrielle du Summit Hill and Mauch Chunk Railroad, États-Unis.
  - 1er mai : premiers essais de circulation sur la ligne de Saint-Étienne à Andrézieux.
  - 8 mars : charte de création du Baltimore and Ohio Railroad, future première ligne de chemin de fer "polyvalent" (fret et passagers) des États-Unis (mise en service en 1830).
  - 28 février, États-Unis : création de la compagnie du Baltimore and Ohio Railroad, première ligne de chemin de fer des États-Unis.
- 1826 - 
  - Inauguration de la première ligne permanente de l'État de New York : la Mohawk & Hudson Rail Road, reliant Schenectady (sur la Mohawk) à Albany (sur le fleuve Hudson).
  - 7 octobre, aux États-Unis, le Granite Railway, voie industrielle destinée au transport de pierres, commence ses activités. Il est communément considéré comme le premier chemin de fer commercial aux États-Unis, car il a été le premier à se transformer en transporteur public sans fermeture intermédiaire.
  - 7 juin, France : concession de la ligne Saint-Étienne - Lyon (58 kilomètres), aux frères Seguin
- 1825 - 27 septembre : inauguration de la ligne de la compagnie Stockton & Darlington Railway en Angleterre qui relie Stockton-on-Tees et Darlington, et dessert plusieurs houillères. Elle est destinée au transport du charbon. Lors de l'inauguration, une partie du trajet est assurée par une locomotive à vapeur, la Locomotion n° 1 de Stephenson, et le train comprend une voiture primitive pour voyageurs, destinée aux personnalités invitées.

- 1824 :

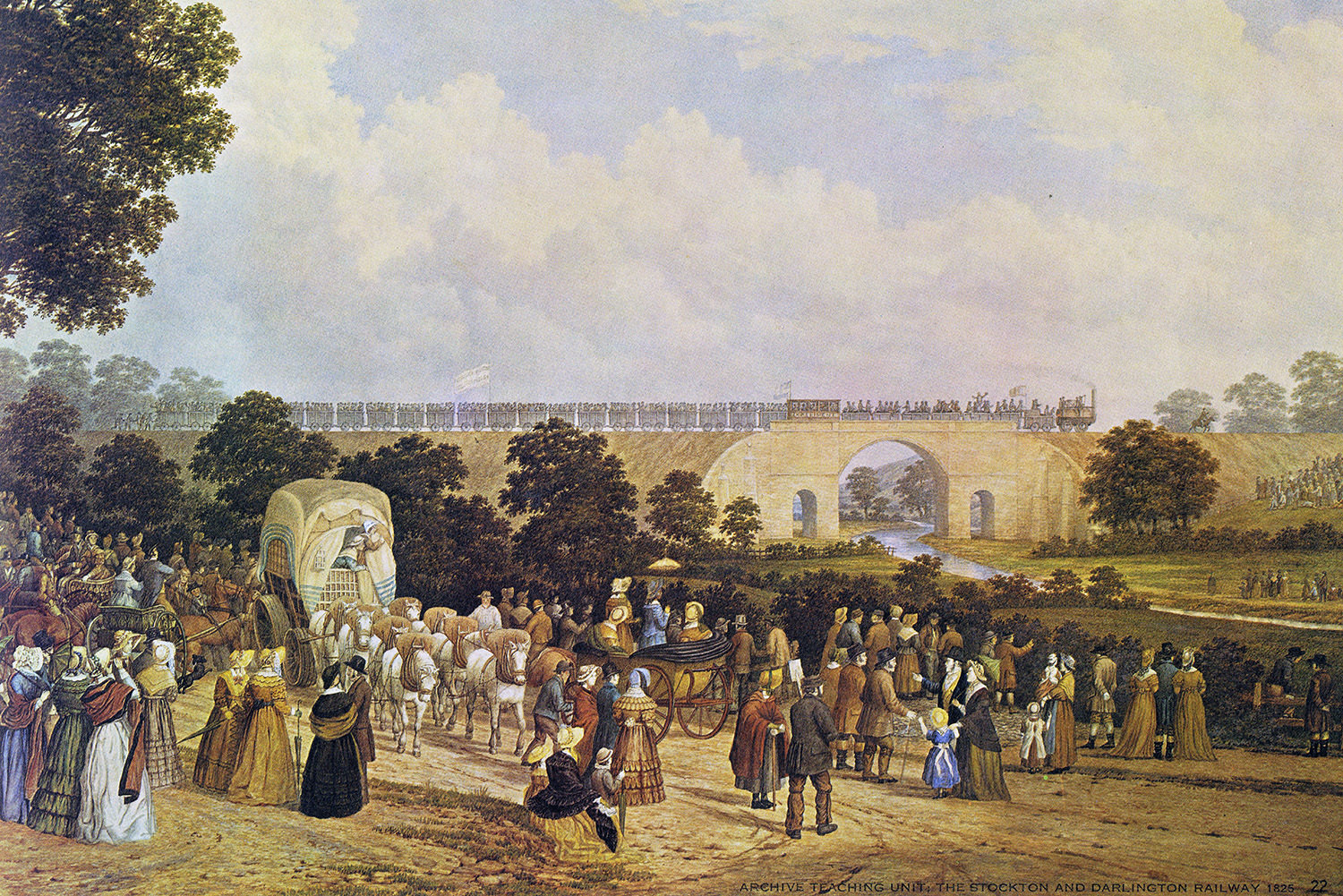
Inauguration du Stockton and Darlington railway (tableau de 1875).

- Technologie : depuis 1824, le diamètre des roues des locomotives augmente, des bandes de roulement en fer forgés se substituent à la fonte, les soupapes de sécurité à ressort sont introduites et les moteurs sont supportés par un châssis suspendu[8].
- 21 juillet : en France, ordonnance autorisant la constitution d’une société anonyme dite Compagnie du chemin de fer de Saint-Étienne à la Loire et approuvant ses statuts, pour l’exécution et l’exploitation de la ligne Saint-Étienne - Andrézieu.
- 1823 :
  - 26 février : ordonnance royale autorisant la future ligne de Saint-Étienne à Andrézieux, première concession de chemin de fer en France (accordée par ordonnance du roi Louis XVIII à Louis-Antoine Beaunier).
  - 25 février : en France, par ordonnance royale, M. de Lur-Saluces et consorts sont autorisés, sous le titre de Compagnie du chemin de fer, à établir une ligne de la Loire au Pont-de-l’Âne, sur la rivière de Furens, par le territoire houiller de Saint-Étienne.
- 1822 :
  - aux États-Unis, Matthias W. Baldwin (en) crée l'entreprise à l'origine de la Baldwin Locomotive Works, grand constructeur ferroviaire[9].
  - 18 novembre, mise en service du Hetton colliery railway, chemin de fer privé de 13 km de long, ouvert par la Hetton Coal Company à Hetton Lyons, dans le comté de Durham, en Angleterre. Cette ligne entièrement nouvelle est conçue par George Stephenson et est le premier chemin de fer prévu sans traction hippomobile, par différents moyens mécaniques et gravitaires. La ligne est à l'écartement conçu par Stephenson pour le chemin de fer de Killingworth, 1435 mm, futur écartement standard.
- 1821 - 5 mai en France, Louis-Antoine Beaunier demande la concession d'une voie ferrée de Saint-Étienne à Andrézieux longue de près de 23 kilomètres.

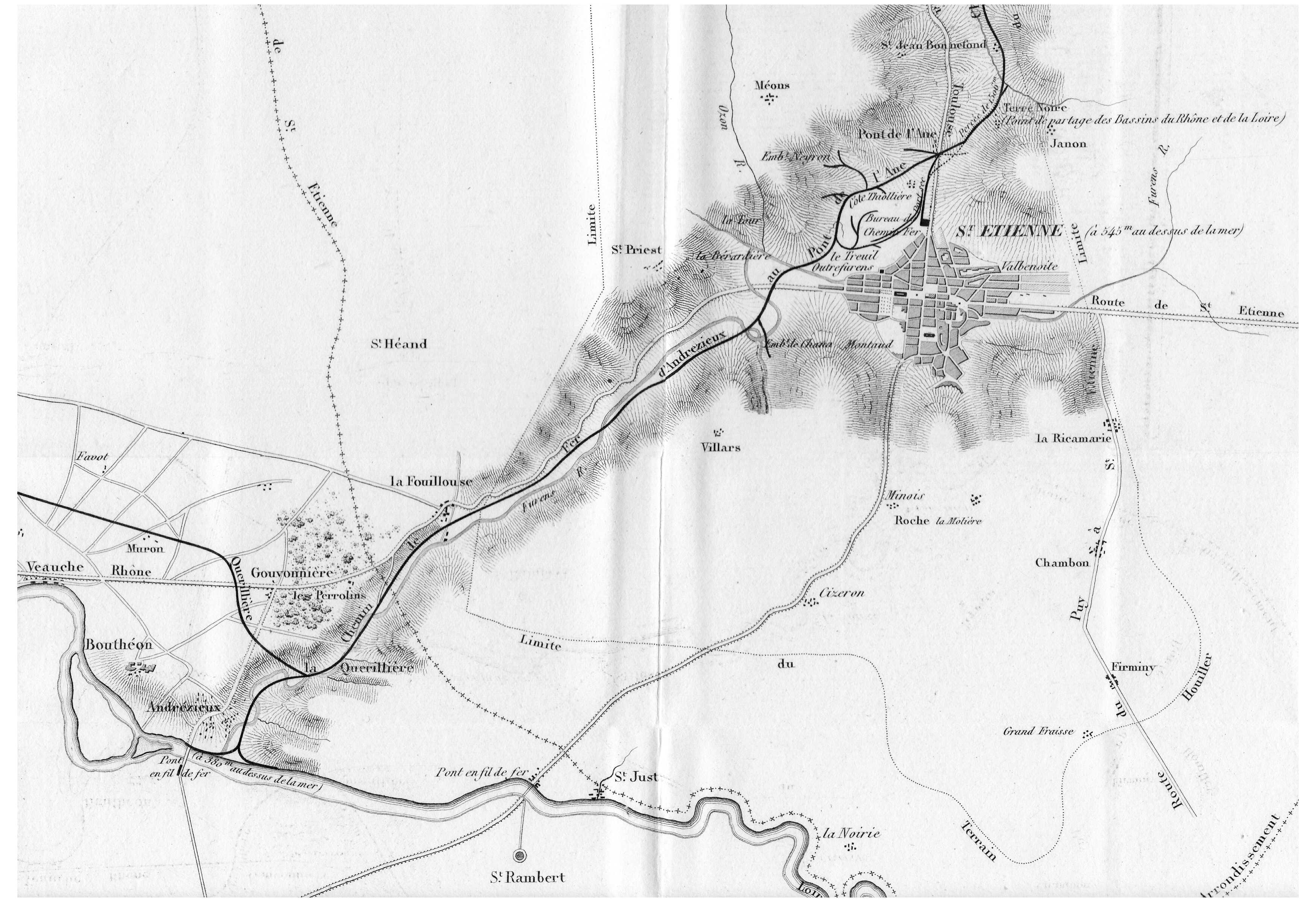
Carte de la ligne en 1837.

- 1820 - mise en service du second chemin de fer à voie étroite (1067 mm), destiné au transport de matériaux de carrière, à Kington  (Herefordshire, Angleterre). Par connexion avec le Hay Railway créé en 1816, au même écartement, les deux voies atteignent un développement de près de 58 kilomètres et forment la plus longue ligne de chemin de fer au monde.

## Années 1810
- 1819 - en France : création de la Compagnie des Mines de fer de Saint-Étienne, deux élèves de première année de l'école des Mineurs, Fourneyron et Thirion, travaillent sur l'ébauche de la ligne Saint-Étienne - Andrézieux[10].
- 1818 - en France : l'ingénieur polytechnicien Louis de Gallois revient d'un voyage en Angleterre[10], il rédige le mémoire « Mines, usines et chemins de fer » qu'il présente le 11 mai de la même année à l'Académie royale des sciences.
- 1817 - deuxième locomotive expérimentale de Stephenson, capable de remorquer un train de 70 tonnes.
- 1816 - 7 mai, mise en service du Hay Railway au Pays de Galles, premier chemin de fer à voie étroite (1067 mm), destiné au transport de marchandises entre Eardisley et le canal Monmouthshire and Brecon. La traction est assurée par des chevaux et la ligne mesure plus de 38 km.
- 1815 - 31 juillet, à Tyne and Wear, en Angleterre, a lieu le premier accident ferroviaire par explosion de la chaudière de la locomotive. Son bilan, quatorze morts et des dizaines de blessés, ne sera dépassé qu'en 1842 lors de la catastrophe de Meudon. La locomotive, expérimentale, est d'un type qui sera rapidement abandonné : elle progresse avec des poussoirs agissant sur les rails (Cheval à vapeur de Brunton).
- 1814 :
  - Première locomotive à vapeur expérimentale construite par George Stephenson.
  - Puffing Billy (littéralement «Petit William qui souffle») devient la première locomotive à adhérence utilisée en service commercial, à l'écartement de 1 524 mm. Elle a été mise au point par William Hedley pour Christopher Blackett, propriétaire des houillères de Wylam près de Newcastle upon Tyne en Angleterre.
  - L'ingénieur en chef des mines de Saint-Étienne Pierre Michel Moisson-Desroches adresse à Napoléon Ier un mémoire intitulé : Sur la possibilité d'abréger les distances en sillonnant l'empire de sept grandes voies ferrées. Ce mémoire centrait sur Paris ces sept voies ferrées. Il sera repris en 1838 par Baptiste Alexis Victor Legrand. C'est le premier à avoir écrit sur le chemin de fer en France.
- 1813 - William Hedley met au point sa locomotive expérimentale Black Billy, dont la puissance s'avère insuffisante mais à partir de laquelle il développe Puffing Billy.
- 1812 :
  - Construction de la Salamanca, première locomotive à vapeur exploitée commercialement avec succès. C'est aussi la première locomotive motorisée par deux cylindres.
  - 24 juin, la première ligne de chemin de fer autorisée publiquement, le Middleton Railway (1758), devient la première à passer de la traction hippomobile à la traction par machine à vapeur. La locomotive Salamanca construite par l'Anglais Matthew Murray et exploitée par John Blenkinsop fonctionne avec une crémaillère, en raison de sa trop faible adhérence due à la légèreté recherchée par le concepteur pour faire face à la fragilité des voies de l'époque. Quatre autres locomotives de ce type furent construites.
  - 6 juillet : La Ligne de Kilmarnock et Troon (en) devient la première compagnie de chemin de fer publique en Écosse. Elle commence avec une ligne de 16 km de 4 pieds d'écartement (1 219 mm). Elle permettait le transport du charbon de Kilmarnock au port de Troon, par des wagons tirés par des chevaux. L'ingénieur était William Jessop[11].
  - 12 août : Le Middleton Railway, qui desservait des mines de charbon à Leeds en Angleterre, devient la première compagnie de chemin de fer à exploiter avec succès une locomotive à vapeur en service régulier : la Salamanca[12].
- 1811 - en Angleterre, John Blenkinsop dépose le brevet n° 3431 qui concerne une locomotive avec une roue supplémentaire dentée en lien avec un troisième rail[13].
- 1810 - x.

## Années 1800
- 1809 - x
- 1808 :
  - du 8 juillet au 18 septembre, à Bloomsbury près de Londres, Richard Trevithick fait fonctionner une locomotive à vapeur de démonstration sur un circuit circulaire. La machine, M'attrape qui peut ! (Catch-me who can) remorque un wagon dans lequel s'embarquent des passagers payants, les premiers voyageurs ferroviaires tarifés de l'histoire.
  - 27 mai, en Écosse : La Ligne de Kilmarnock et Troon (en) devient la première ligne de chemin de fer en Écosse autorisée par acte du parlement[14].
- 1807 - Construction du réseau « Forest of Deam Tramroad », ce chemin de fer à traction animale qui atteint 180 miles (environ 280 km) à son apogée est toujours tiré par des chevaux 80 ans après[15].
- 1806 - x
- 1805 - Richard Trevithick construit une deuxième locomotive sur une commande de Christopher Blackett pour la mine de charbon de Wylam, Northumberland ; mais elle s'est également avérée trop lourde pour la voie à rails en bois.
- 1804 : 
  - 21 février : pour la première fois de l'histoire, un train est remorqué par une locomotive, le modèle de Pen-y-Darren. La machine remorque un train transportant dix tonnes de fer et 70 hommes à la vitesse moyenne de 3,9 km/h. Mais la fragilité des voies de l'époque et le poids élevé d'une locomotive freineront encore longtemps le développement de la traction vapeur.
  - 13 février : premier essai de la locomotive de Pen-y-Darren, sur la ligne reliant la mine de fer de Pen-y-Darren à la localité d'Abercynon, près de Merthyr Tydfil au pays de Galles. Son concepteur est Richard Trevithick.
- 1803
  - 26 juillet, le Surrey Iron Railway est mis en service.
  - 17 mai, au Royaume-Uni : décret autorisant la création du Croydon, Mertsham and Godstone Iron Railway
- 1802 :
  - Travaux du Surrey Iron Railway, l'un des premiers chemins de fer au monde (à traction hippomobile), au sud de Londres[16].
  - les essais de la locomotive de Coalbrookdale s'achèvent sur un accident.
  - mise en service du Merthyr Tramroad, chemin de fer reliant les lignes privées des usines sidérurgiques de Dowlais et de Penydarren au canal du Glamorganshire à Abercynon, et desservant les usines sidérurgiques de Plymouth au passage. La ligne mesure 15,6 km et est à l'écartement de 1320 mm.
- 1801 - En Angleterre, concession de « rail-way » pour une ligne de Wandsworth à Croydon[17]
- 1800 - En Angleterre, construction par George Overton[18], de la voie ferrée reliant la mine de fer de Pen-y-Darren à Abercynon, sur laquelle va rouler la locomotive de Pen-y-Darren construite par Richard Trevithick.

## Avant 1800
- XVIIIe siècle :
  - en 1798, mise en service de la ligne du Lake Lock Rail Road à l'écartement de 1035 mm et à traction hippomobile, d'une longueur de 4,8 km.
  - en 1796, création de la compagnie du Lake Lock Rail Road destinée à construire une ligne à voie étroite à Wakefield, West Yorkshire, Angleterre. La voie ferrée est reconnue comme la première voie ferrée publique au monde, bien que d'autres réseaux ferroviaires de la même époque revendiquent également cette distinction. En effet la ligne n'est pas destinée à l'usage privé d'une société, mais à offrir un service à différentes entreprises souhaitant faire transporter leurs marchandises.
  - en 1758, la loi anglaise du 9 juin est la première à autoriser la construction d'une voie à rails, le Middleton Railway, destiné au transport du charbon à Leeds. La loi autorise le passage du chemin sur les terres d'autrui mais il s'agit d'une voie privée, la première à sortir de l'enceinte d'un site industriel. La ligne est d'abord construite entièrement en bois et recevra des rails en fer à l'écartement de 1245 mm à partir de 1799. Elle mesure 1,5 km de longueur.
- XVIIe siècle - en 1650 à Whickham en Angleterre, deux jeunes garçons sont tués par un wagon sur une voie primitive en bois, dans une exploitation de charbon. Cet accident ferroviaire est le premier connu [19].
- Avant le XVIIe siècle - x